# Verkiezingen in België 2014
Op zondag 25 mei vonden in België 6 verschillende verkiezingen plaats:
- Europese Parlementsverkiezingen
- Federale verkiezingen
- Vlaamse verkiezingen
- Waalse verkiezingen
- Brusselse verkiezingen
- Duitstalige verkiezingen.

Sinds 2014 vallen de Europese, federale en regionale verkiezingen in België altijd samen. Het was van 1999 geleden dat al deze verkiezingen op dezelfde dag plaatsvonden. De term moeder aller verkiezingen die destijds in de media werd gebruikt, werd ook gehanteerd voor de verkiezingen van 2014.